# Ludwig Bechstein
Ludwig Bechstein (* 24. listopadu 1801, Výmar - 14. května 1860, Meiningen) byl durynský spisovatel, bibliograf, básník, lékárník, archivář a popěvkář. Dnes je znám především svým sbíráním lidových pohádek, které vydával v knihách jako třeba Německá kniha pohádek nebo Nová kniha německých pohádek.

## Život
Narodil se jako nemanželský syn Johaně Karolině Dorothee Bechsteinové a francouzskému emigrantovi Louisi Dupontreaovi. Roku 1810 ho adoptoval jeho strýc, biolog Johann Matthäus Bechstein. Strýc mu umožnil navštěvovat gymnázium v Meiningu a od roku 1818 do roku 1821 studoval farmacii v Arnstadtu, kde pracoval do roku 1824 jako pomocník. Roku 1823 vydal Durynské pohádky pod pseudonymem C. Bechstein. Poté pracoval jako asistent u lékárníka v Meiningu a do roku 1828 byl prozatímním pracovníkem v lékárně Schwam ve Salzungenu. Tato činnost ho však profesionálně neuspokojila.
Vévoda Bernhard II. ze Saska-Meiningenu mu udělil stipendium ke studiu filosofie, historie a literatury. Roku 1829 začal studovat v Lipsku, kde ve stejném roce vstoupil do bratrství a pokračoval v roce 1830 v Mnichově.
V roce 1831 byl Bechstein jmenován vévodským kabinetním knihovníkem v Meiningenu a v roce 1833 ředitelem vévodské veřejné knihovny. Roku 1832 založil Henneberský starověký výzkumný spolek, který řídil do roku 1832. Ludvík Bechstein je též autorem Kroniky města Meiningen 1676-1834. Roku 1840 obdržel titul radní a odstěhoval se do svého domu v Halbenstadtstraße. V roce 1842 vstoupil do meiningenského Zednářské skupiny Charlotte na tři karafiáty. V roce 1848 převzal Bechstein jako ředitel a archivář společný Henneberský archiv.
Bechsteinova vlastenecká lyrika a jeho vypravování historických románů jako například Tmavý hrabě jsou spíše pozapomenuty. Oblíbenými jsou ovšem jeho pohádky, které nasbíral. Mezi jeho nejznámější díla patří Německá kniha pohádek (1845). S cílem mít vzdělávací účinek provedl mnoho změn v tradičních příbězích. Jeho sbírka lidové poezie měla rovněž přispět k podpoře národní jednoty Německa. Sbíral i legendy a pověsti. Jeho Kniha Německých pověstí není tak známa jako Německá kniha pohádek, ovšem dodnes používaná jako příručka zlaté německé pokladnice pověstí. Vydával i knihy o Durynsku, které napsal například do svazku Malebné romantické Německo. S monografií svého nevlastního otce Dr. Johann Matthäus Bechstein a lesní akademie 30 pozemků. Dvojitý pomník Ludwiga Bechsteina vytvořil v roce 1855 první nezávislou biografii německého lesníka v knižní podobě. Bechstein chtěl svou sbírku lidové poezie doplnit svazkem Deutsches Mythenbuch , ale jeho předčasná smrt tomuto projektu zabránila.
Bechstein byl dvakrát ženatý. Roku 1832 uzavřel manželství s Karolinou Wiskemannovou (1808 - 1834) z Oechsenu. Narodil se jim syn Reinhold (* 1833), který se stal filologem a germanistou. Po dvou letech manželství ovdověl. V roce 1836 se oženil s Terezii Schulzovou (1806 - 1876) z Untermaßfeldu. Měli sedm dětí, mezi nimi i Adolfa Emila Ludvíka, známého malíře a ilustrátora své doby.
Rodinný hrob Ludvíka Bechsteina a jeho druhé manželky se nachází v Meiningenu.

## Dílo
- Z vlasti a z ciziny. Vypravování, 2 svazky, nakladatelství Taubert, Lipsko 1839.
- Hvězdy. Hora-, Les-, vandrovnické povídky. 4 svazky. Pfeffer, Halle 1853.

1. Svazek: Farář z Meslaru
2. Vojenský červ a chránění zvěře
3. Svazek: Mistrel z durynského lesa
4. Svazek: Jednou v noci na Spessartwaldě

- Temná partie. Lidový příběh 3 svazky. Korn, Norimberg 1850